# Hà Tông Huân
Hà Tông Huân (何宗勳, 1697-1766) là đại thần nhà Lê trung hưng trong lịch sử Việt Nam.

## Sự nghiệp
Hà Tông Huân người xã Kim Vực, huyện Yên Định, tỉnh Thanh Hóa, nay là xã Yên Thịnh huyện Yên Định tỉnh Thanh Hóa.
Năm 1724 đời Lê Dụ Tông, ông đỗ đệ nhất giáp tiến sĩ cập đệ đệ nhị danh (bảng nhãn) khoa thi đình. Vì khoa thi này không có trạng nguyên và thám hoa, nên ông đỗ thủ khoa (đình nguyên bảng nhãn). Người đương thời vẫn quen gọi ông là ông Bảng Vàng, tức là bảng nhãn làng Vàng.
Hà Tông Huân được làm Thị thư viện Hàn lâm, sau đó ra Đốc đồng Sơn Nam, kế đó ra trấn thủ An Quảng. Hà Tông Huân giỏi giải quyết việc biên cương khiến người Trung Quốc phải khuất phục.
Đầu thời Lê Hiển Tông (1740-1786), Hà Tông Huân được phong làm Tả thị lang bộ Hộ, ít lâu sau làm Phỏng sát sứ ở Tây đạo và Nam đạo.
Năm 1745, chúa Trịnh Doanh cho Hà Tông Huân vào nội các, hỏi việc cơ yếu. Trịnh Doanh nghe ý kiến của ông xong rất vừa ý, bèn cho làm Tham tụng trong phủ chúa, tước Kim Khê bá.
Ít lâu sau đó, Hà Tông Huân lại đổi sang ban võ quan, lĩnh chức Tham đốc nhưng vẫn đồng thời làm Tham tụng. Khi ông trấn thủ Thanh Hóa, có quân nổi dậy chống triều đình. Hà Tông Huân mang quân đi dẹp, nhờ quân đội nghiêm chỉnh nên nhanh chóng dẹp yên quân nổi dậy. Nhờ công lao này, ông được phong làm Thượng thư bộ Binh, vào triều làm Tham tụng, kiêm việc ở Quốc Tử Giám, tước Huy Xuyên hầu.
Năm 1760, tình hình Đàng Ngoài tương đối yên ổn. Ông đã 64 tuổi, xin về hưu, được gia thăng hàm Thiếu bảo, tước Huy quận công.
Khi đã nghỉ hưu, ông làm nhà bên sông và chiều chiều ra uống rượu, sống hòa mình với nhân dân trong vùng. Ít lâu sau Trịnh Doanh lại mời ông ra làm Ngũ lão cố vấn.
Ông mất tháng Giêng năm Cảnh Hưng thứ 27 (1766), thọ 70 tuổi. Sau khi ông mất nhân dân lập đền thờ ông. Có đôi câu đối của người xưa ca tụng tài đức của ông:
"Sự nghiệp tam khôi thần báo trước"
"Văn chương bậc nhất được vua khen".
Học trò của ông đỗ đạt rất nhiều, khi ông nghỉ hưu đã có nhiều người thăng lên tướng phủ.

## Nhận định
Sử gia Phan Huy Chú nhận định về ông như sau:
Ông bụng dạ thản nhiên, rộng rãi, không câu nệ nhỏ nhặt. Khi thi thố những việc to tát, việc gì cũng xong. Ở triều hơn 30 năm, trải làm tướng văn, tướng võ, công danh hiển hách. Lại thích tác thành người hậu tiến, học trò của ông đỗ đạt rất nhiều.